# Sedefhar Mehmet Ağa

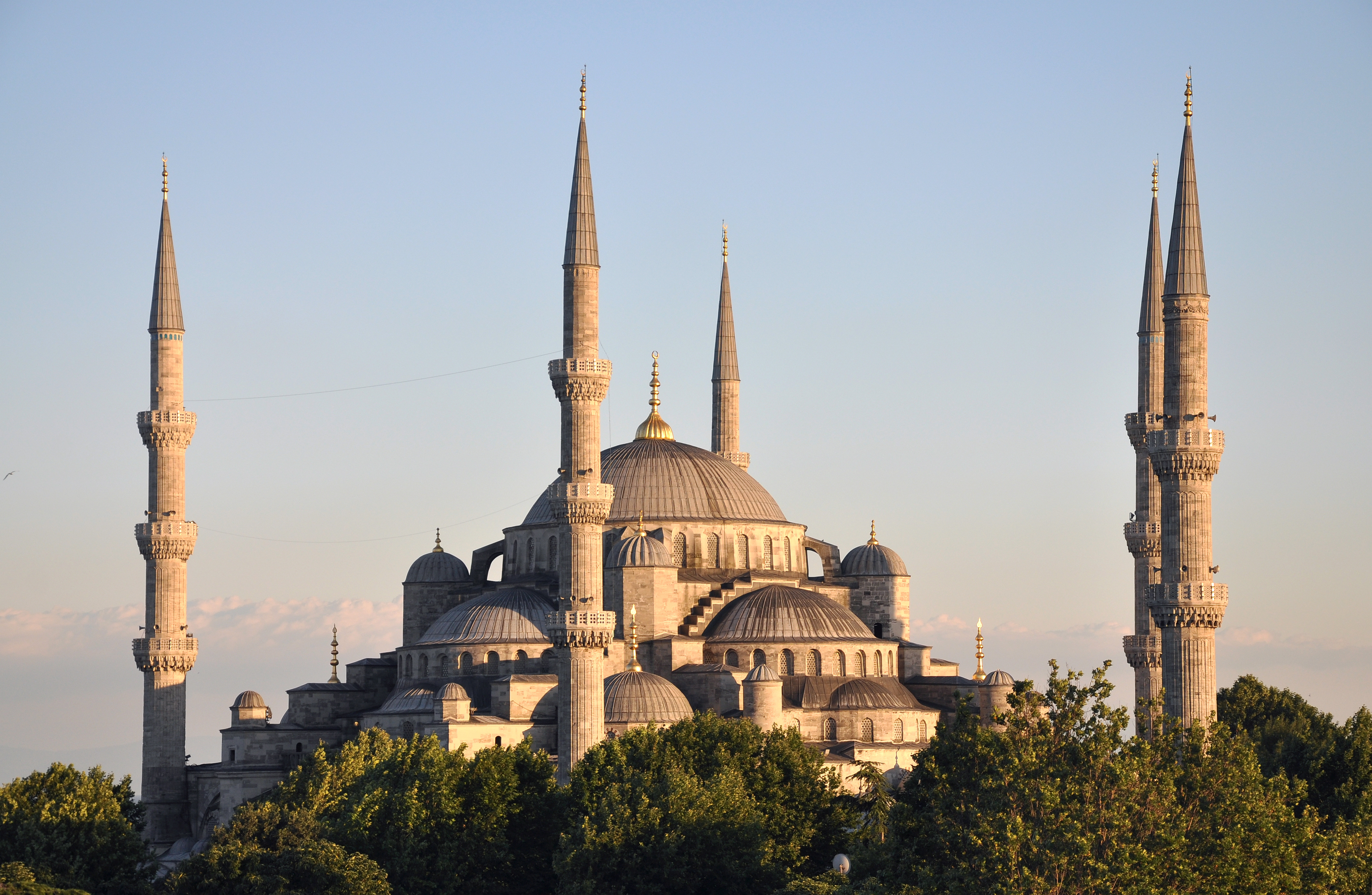
La mosquée bleue est considérée comme le sommet de sa carrière

Sedefhar Mehmet Ağa (vers 1540 - 1617) est connu comme l'architecte ottoman de la mosquée bleue d'Istanbul. Selon le biographe Cafer Effendi, il était albanais, originaire de la ville d'Elbasan. La mosquée Sultan Ahmed (mosquée bleue) est considérée comme le point culminant de sa carrière.

## Biographie
Mehmet Ağa est né aux environs de 1540. Il est venu à Istanbul en 1563 (peut-être pour rejoindre le corps des janissaires). Après six ans en tant que cadet (acemioğlan), il commença l'étude de la musique. Au cours d'une période de vingt ans, il s'est spécialisé dans l'incrustation de nacre, en lui donnant le surnom Sedefiâr (travailleur de nacre). Plus tard, il a également travaillé dans l'architecture. Il est devenu un élève de l'architecte Sinan, le plus célèbre architecte de Turquie, devenant son premier adjoint responsable du bureau en l'absence de Sinan.
En janvier 1586, il a été désigné pour terminer la mosquée Muradiye à Manisa, une construction commencée par son maître Sinan. Il a donné une boîte avec le Coran à Mourad III (peut-être sur les conseils de Sinan) et a été nommé gardien de la porte (Kapıcı). Lorsque Sinan est décédé en 1588, Mehmet Ağa, son premier assistant n'a pas été désigné comme son successeur, mais le grand vizir l'a nommé comme Maître des voies d'eau, comme l'architecte royal.
Quand Mehmet Ağa en 1591 a donné au sultan un carquois richement décoré, il a été promu au poste de chef Bailiff (muhzirbaṣı). La même année, il devient même le lieutenant-gouverneur (mütesellin) de Diyarbakır et inspecteur des travaux. Au cours des années suivantes, il a visité l'Arabie, l'Égypte et la Macédoine. En 1597, il a été nommé maître des voies d'eau par le sultan Mehmed III. On lui a également donné la construction d'un trône en noyer, incrusté de nacre et d'écailles de tortue, pour Ahmet Ier, qui peut être vu aujourd'hui dans le palais de Topkapı.
Après l'exécution de Davut en 1599, il a été nommé architecte royal par Dalgiç Ahmet Ağa. En 1606 Mehmet Ağa a finalement été nommé architecte en chef auprès du tribunal impérial ottoman, succédant à Dalgiç Ahmet Ağa, bâtisseur de la grande tombe de Mehmed III dans le jardin de Sainte-Sophie.
De 1609 jusqu'à 1616 il a travaillé exclusivement sur la mosquée Sultan-Ahmed appelée mosquée bleue à cause de la couleur de ses décorations. La conception de la mosquée a été fondée sur l'Hagia Sophia (église de la Sainte-Sagesse, Sainte-Sophie), le chef-d'œuvre de l'architecture byzantine construit au VIe siècle. La conception de la mosquée est parfaitement symétrique, avec une grande coupole centrale appuyée par quatre demi-dômes et entouré par un certain nombre de petits exèdres.
Mehmet Ağa avait un livre sur la théorie de l'architecture écrit pour lui par Cafer Efendi. Dans ce livre, il expliquait ses méthodes de travail et la formation en architecture de l'époque.
Mehmet Ağa est décédé en 1617 à peu près au même moment que son sultan.

## Postérité
Au travers de ses œuvres, il a laissé une marque sur Istanbul. La place sur laquelle la mosquée Sultan Ahmed (mosquée bleue) est connue sous le nom de Sultanahmet. Cette mosquée est considérée comme le point culminant de sa carrière. Mehmet Ağa, qui était le dernier élève de Sinan, a complété sa mission par l'ajout de son style brillant et coloré à celui de son maître. Cette mosquée est la dernière grande mosquée de la période classique de l'architecture ottomane.